# アグネス・モニカ
アグネス・モニカ・ムルジョト（Agnes Monica Muljoto、1986年7月1日 - ）は、ジャカルタ生まれのインドネシアの歌手。
歌手の他、ソングライター、女優ほかダンサーなど多岐にわたる。国際デビュー後はAgnez Moの名でも知られている彼女は、インドネシアで最も多くの賞を獲得したアーティストである。
アグネスは幼少期にアルバム3枚を録音して幾つかの子供向けテレビ番組に出演したのち、10代最初のアルバム『And the Story Goes』を2003年に発表、これが彼女の名前をインドネシアの音楽業界に轟かせた。祖国インドネシアでの成功が、彼女に国際的な音楽業界へと挑戦する自信を植え付けた。彼女は、ティンバランド、マイケル・ボルトン、キース・マーティン、T.I.、クリス・ブラウンといった米国ミュージシャンとのコラボレーションを組んでいる。2017年、彼女は『X』（読み：テン）という国際デビューアルバムをリリースした。

## 半生と経歴

### 幼少期および以前の経歴
アグネス・モニカ・ムルジョトは、インドネシアのジャカルタで中国人の家系（華僑）に生まれた。彼女は、元卓球選手のジェニー・シスウォノと元バスケットボール選手のリッキー・ムルジョトとの間に生まれた末っ子だった。
彼女の兄スティーブ・ムルジョトが彼女のマネージャーである。彼女はジャカルタの小・中学校および高校に通っていて、幼少の頃から特に歌で芸能の才能を示してきた。彼女は教会で歌唱し、また声楽コースにも通った。
ステージ名の「アグネス・モニカ」を使って、1992年に彼女は初の幼少期アルバム『Si Meong』でエンターテインメント業界に参入した。1995年に彼女は2枚目の幼少期アルバム『Yess!』をリリース、これにはインドネシアの子供歌手Eza Yayangとのデュエットもあった。翌年、彼女の幼少期最後のアルバム『Bala-Bala』がリリースされた。彼女はまたAnteve放送の『Video Anak Anteve(VAN)』、RCTI放送の『Tralala-Trilili』、Trans TV放送の『Diva Romeo』など、幾つかの子供番組の司会になった。『Tralala-Trilili』によって1999年と2000年に彼女は「最も好かれる子供番組プレゼンター」をパナソニック・アワード で受賞した。
アグネスは13歳のときに女優業を始めた。彼女が出演した最初の2作品は、1999年のメロドラマ『Lupus Millenia』と『Mr. Hologram』だった。翌年、彼女は連続テレビドラマ『Pernikahan Dini（若い結婚）』に出演し 、これは彼女のイメージを子役アーティストから10代アーティストへと変えたもので、彼女の経歴のターニングポイントになった。
同シリーズにおける彼女の演技は観客に高く評価され、2001年と2002年のパナソニック・アワードでは「フェイバリット女優」賞を、2002年のSCTVアワードでは「フェイマス女優」賞を受賞した。2002年、彼女はメロドラマ『Ciuman Pertama』『Kejar Daku Kau Ku Tangkap』『Amanda』の3作品で主演を務めた。その人気の高さから、彼女はインドネシアで最もギャラの高い10代アーティストになった。
『Pernikahan Dini』のサウンドトラックとしてメリー・ゴスローが書いた「Pernikahan Dini」と「Seputih Hati」という歌で、アグネスは音楽業界に戻ってきた。どちらの曲も2001年のコンピレーションアルバム『Love Theme』に収録された。 彼女はAquarius Musikindoとレコード契約を結び、10代で突破口となるアルバムの制作を開始した。彼女はまたインドネシア人歌手ヤナ・ジュリオと、彼の「Awan dan Ombak」という曲でコラボレーションを組んだ。

### 2003-2006年

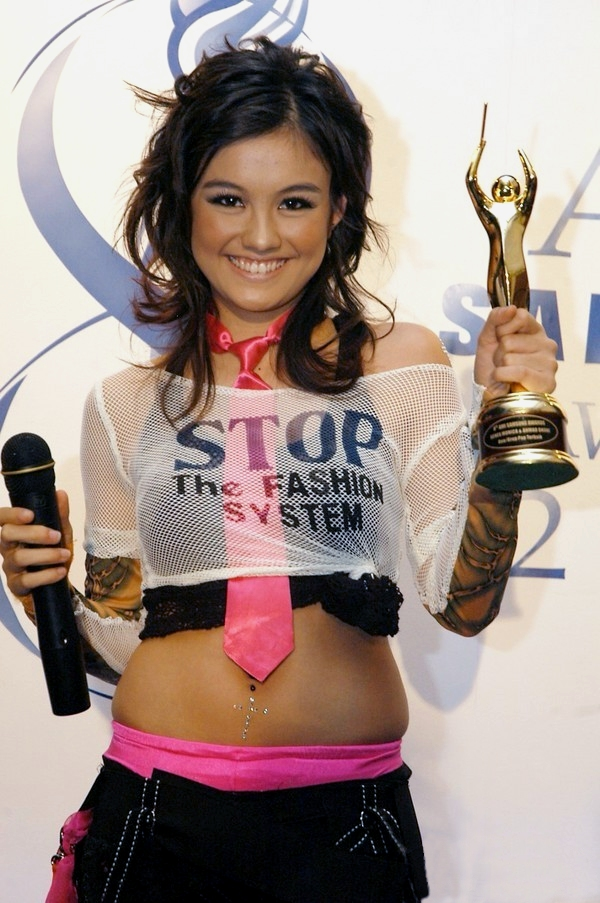
アグネス・モニカが2004年にインドネシアのミュージック・アワード(AMI)を受賞した時の様子

2003年10月8日、アグネスは十代後半で最初のスタジオアルバム『And the Story Goes』をリリースし、ここで彼女はAhmad Dhani、Melly Goeslaw、Titi DJなど、インドネシアの著名なプロデューサーや作詞家と仕事をした。このアルバム制作には、ダンサーのオーディションを含めて1年半かかった。彼女の所属レコード会社Aquarius Musikindoによると、そのアルバムは正式リリース前に35,000枚を販売した。その後、30万枚以上を販売したことでダブルプラチナが認定された。このアルバムから 4つのシングル曲「Bilang Saja」「Indah」「Jera」「Cinta Mati」がリリースされた。 
同アルバムは、2004年のAnugerah Musik Indonesia（インドネシアのミュージック・アワード）で10部門にノミネートされた。アグネスは、ベストポップ女性ソロアーティスト、ベストダンス/テクノ制作作品、ベストポップデュオ/グループという3つの賞をDhaniとのデュエット曲で受賞した。また彼女は2004年に、シンガポールのAnugerah Planet Muzikで最優秀新人女性アーティストを受賞した。
デビューアルバムのプロモーション中に、アグネスは幾つかのテレビシリーズにも出演していて『CewekkuJutek』『Bunga Perawan』『Cantik』の3つで主役を演じた。彼女は2003年のパナソニックアワードで最優秀フェイバリット女優賞を、2004年のSCTVアワードで最優秀ポピュラー女優賞を受賞した。
2005年12月10日にアグネスはセカンドアルバム『Whaddup A.. '?!』を発売、それは「Bukan Milikmu Lagi」「Tanpa Kekasihku」「Tak Ada Logika」「Cinta Di Ujung Jalan」「Tak Mungkin」のシングル5曲を特集したものだった。著名なインドネシアのミュージシャンとの仕事に加えて、彼女はアメリカのシンガーソングライターであるキース・マーティンともコラボを組んだ。マーティンはこのアルバムのためにデュエット曲「I'll Light a Candle」を含む2つの英語歌詞を書いた。同アルバムを宣伝するため、彼女はインドネシアの4つの都市で「Clasnezenzation」として知られるコンサートツアーを開催した。
アルバムは商業的に成功し、アグネスは2006年のAnugerah Musik Indonesiaで最優秀ポップ女性ソロアーティストと最優秀R＆B楽曲制作の2つを受賞した。彼女はまた2006年のMTVインドネシア・アワードで、最も輝いている女性(Most Favorite Female)としての賞を受賞した。アグネスは、2005年のMTV Asia Awardsでインドネシアのフェイバリットアーティスト賞にノミネートされた。彼女はアジア部門における全候補者のうち最年少のアーティストだった。45万枚以上を売り上げたこのセカンドアルバムは、2006年に最も売れたアルバムの1つでありトリプルプラチナに認定された。
2005年、アグネスは台湾のドラマ『白色巨塔』に出演し、台湾の男子バンドF4のメンバーである言承旭と共演した。また彼女は台湾ドラマ『白屋之戀』の幾つかの話にもピーター・ホーと一緒に出演したほか 、2つのテレビシリーズ『Ku T'lah Jatuh Cinta』『Pink』で主演した。2006年、彼女は連続テレビ番組『Kawin Muda』で主演した。同年、彼女はペリタ・ハラパン大学を休学して、自分の職歴に集中することにした。

### 2007-2010年

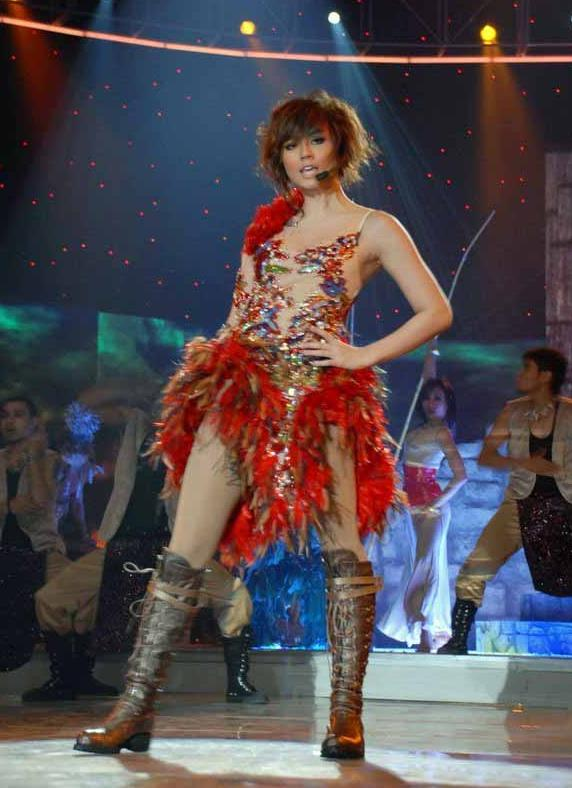
来賓スターとして楽曲披露するアグネス。2007年のアジアン・アイドルにて

2007年初頭、アグネスは麻薬取締局(DEA)および麻薬取締国際会議(IDEC)極東地域からアジアのアンチ・ドラッグ大使に任命された。2007年5月15日、アグネスはジャカルタでのコンサートで米国R＆BグループボーイズIIメンの前座を務め、同年6月23日にマレーシアのクアラルンプールで自身初となるコンサートを開催した。また彼女は2007年12月16日にアジアン・アイドルのフィナーレに来賓スターで出演し、楽曲「Get Up」を披露した。
2008年、アグネスは3枚目のアルバム制作を開始した。彼女は最初のシングル「Matahariku（私の太陽）」を予定よりも早くリリースした。それは彼女の最も売れたシングルとなり、売上が9か月以内で300万ダウンロードに達した。この歌は2008年のMTVインドネシア・アワードで「最も輝いている女性」賞を受賞し、2009年の Anugerah Musik Indonesiaで「最優秀女性ソロアーティスト」賞を受賞した。2008年9月、アグネスは自身で作詞した2枚目のシングル「Godai Aku Lagi」をリリースした。また彼女は両方の歌を含むCDシングルもリリースした。同年、彼女はRCTI放送の2つのメロドラマ『Jelita』『Kawin Masal』で主役を演じた。
2008年10月4日、アグネスは韓国のソウルで開催されたアジア・ソング・フェスティバルにインドネシア代表として招待された。彼女はそこでアジア12カ国24人のアーティストと共演した。このイベントは世界30カ国に放送された。彼女はリリース予定のアルバムから「Godai Aku Lagi」「Shake It Off」の2曲を披露した。公演中に、彼女はバリに由来するインドネシアの伝統舞踊の要素を盛り込んだ。彼女のパフォーマンスは韓国メディアから好意的な反応を受け、審査団の「ベストアジアアーティスト賞」を受賞した。翌年、アグネスは14人のアジア人アーティストと共に再び招待されて「Shake It Off」「Temperature」およびマイケル・ジャクソンの「ヒール・ザ・ワールド」の3曲を披露した。彼女は好評価を受け、ベストアジアアーティスト賞を受賞した。
2009年4月1日、アグネスは3枚目のアルバム『Sacredly Agnezious』をリリースした。 今回、彼女はアルバム制作の過程により深く関わった。彼女は有名なミュージシャン、Erwin Gutawa, Dewiq, Pay, DJ Sumantri と仕事をし、プロデューサー兼作詞家としても活動した。「Matahariku」「Godai Aku Lagi」に加えて、このアルバムは「Teruskanlah」「Janji-Janji」のシングル2曲を生み出した。その後、彼女は2010年の Anugerah Musik Indonesiaでベストポップアルバム、ベスト女性ポップソロアーティスト、ベストオブザベストアルバムという3つの賞を受賞した。 2009年5月23日にアグネスは、インドネシアと日本の外交関係樹立50周年を記念する、バリ島の「フェスティバル・オブ・ライフ」に来賓スターとして出演した。
2010年、アグネスは『インドネシアン・アイドル』第6シーズンの審査委員に参加した。その年、彼女は人身売買と戦う組織MTV  EXITの大使にも任命された。MTV EXITインドネシアの広報としての役割に加えて、彼女はスラバヤとジャカルタでのコンサートも実施した。2010年後半、アグネスはロサンゼルスのノキアシアター（現L.A.ライブ）で11月21日に開催される毎1回のアメリカン・ミュージック・アワードの国際的なレッドカーペット司会役に選ばれた。その登壇から数か月後、彼女はソニーATVミュージックパブリッシングと契約して、ロンドンとロサンゼルスで国際デビューに取り組んでいることを発表した。

### 2011-2014年
2011年初頭、アグネスは米国の歌手マイケル・ボルトンと「Said I Loved You ... But I Lied」のデュエットバージョンを録音した。これは彼のコンピレーションアルバム『Gems:The Duets Album』のアジア版のためだったが、そこでボルトンはアグネスに潜在能力があると語った。彼女のスローガン「夢、信じること、そしてそれを実現させる」は、在ジャカルタ米国大使館による運営の若者を鼓舞するための2011年文化会議で使用された。彼女は、2011年の（自国インドネシアで開催する）第26回東南アジア競技大会の開会で、フィリピン人歌手のKCコンセプシオンとマレーシア人歌手のジャクリーン・ヴィクターと共にパフォーマンスを行うことになった。彼女達の「Together We Will Shine」のパフォーマンスが開会式のハイライトとなった。
アグネスは、2011年2月2日に最初のベストアルバム『Agnes Is My Name』をリリースすることで、Aquarius Musikindoレーベルとの10年にわたる関係を終了した。このアルバムは過去10年間にヒットしたシングル10曲を結集すると共に、2つの新曲「Karena Ku Sanggup」「Paralyzed」を添えたものである。同アルバムはファストフードレストランのKFC（ケンタッキーフライドチキン）のインドネシアチェーン店を介して販売され、CDにはチキンとのパッケージ購入がくっついていた。 このマーケティング戦略が3か月以内にアルバム売上を100万枚にまで押し上げ、彼女にミリオンアワードを獲得させた。彼女はそれに続いて、アルバムにないシングル「Rindu」と「Muda(Le O Le O)」の2曲をリリースした。後者はsimPATI（プリペイドSIM）加入者なら無料ダウンロードできるようになっていた。
アグネスは、2011年に「Karena Ku Sanggup」そして2012年には「Paralyzed」で、Anugerah Musik Indonesiaの最優秀女性ポップアーティスト部門を2年連続で受賞した 。 彼女は、2011年のMTVヨーロッパ・ミュージック・アワードにおけるワールドワイドアクト賞のアジア太平洋候補者の1人だった。2012年3月、彼女は ニコロデオン・キッズ・チョイス・アワード2012のフェイバリットアジア俳優賞にノミネートされた。また同年、彼女はMnetアジアンミュージックアワードにてインドネシアの最優秀アジアアーティスト賞を、ショーティー・アワードではShorty Vox Populi Awardを受賞した。
アグネスはメロドラマの『Pejantan Cantik (2010)』『Marisa (2011)』『Mimo Ketemu Poscha (2012)』で主役を演じた。2012年、彼女は『インドネシア・アイドル』シーズン7の審査員の1人として復帰した。翌年、アグネスは彼女にちなんで名付けられた『Nez Academy』というNET放送のタレント番組の審査員になった。 2012年12月、彼女は国連グローバルユースフォーラムで開会スピーチと閉会スピーチを行い、米国ラッパーのティンバランドと彼女の未発表曲「Show a Little Love」を演奏した。 彼らはまた、ロサンゼルスで開催されたグラミー賞前夜祭の打ち上げパーティーでもこの歌を披露した。
2013年6月1日、アグネスは4枚目のアルバム『Agnez Mo』をリリースし、それは「アグネス・モニカ」の代わりとなる新たなステージ名を紹介したものだった。Tearce Kizzoのプロデュースによるそれは彼女が全楽曲を共作した最初のアルバムとなっている。このアルバムはもともと彼女のデモ音源として録音されたもので、彼女の国際的デビューに向けた契約を確保するために米国のレコード会社に送られた。全楽曲が英語で作られたが、アルバムはインドネシア市場のみに向けてリリースされた。2013年6月にSouniq Music（現地のコーヒーブランドKopi Kapal Apiとの抱き合わせ）を介してデジタル版でリリースされた。2か月後、アルバムはIndomaretを介して物販リリースされた。彼女はまた、フランス語で「夢」と言う意味を持つ自身初となる香水「Rêve」を販売した。
彼女はAgnez Moとして、ソニー・ミュージックエンタテインメント (米国)が提携するレーベルThe Cherry Partyと米国でのレコード契約を結んだ。彼女の国際デビューシングル「Coke Bottle」（ティンバランドとT.I.がゲスト参加）は、2013年9月にロサンゼルスのヒップホップラジオ局Power 106 FMで初めて流された。「Coke Bottle」は2014年4月8日にデジタル版でリリースされ、4月20日に米国の都市ラジオ局に提供された。
MTVで夏の歌として投票されたものの、「Coke Bottle」はビルボードチャートには入らなかった。2014年11月、米国エンターテインメント業界のライト・エンターテインメント・グループに参入したことが発表された。彼女はインドネシア全土の幾つかの都市を巡るキープ・ウォーキング・ツアーを始めた。このツアーはウイスキーブランドのジョニー・ウォーカーが主催した。

### 2015年-現在
2015年、アグネスはインドネシアの若いスターで構成されたザ・フリークスという歌唱グループをプロデュースした。『THE FREAKS』というタイトルのアルバムにはグループ、デュオ、ソロの8つの曲が含まている。彼らのコラボレーションからの初シングル「Jatuh Cinta Tak Ada Logika」は「Ku T'lah Jatuh Cinta」と「Tak Ada Logika」2曲のマッシュアップである。ザ・フリークスのほかにも、彼女は自分の姪Chloe Xのためにシングル「Vroom Vroom」を作詞してプロデュースした。
2015年9月、ワヒド研究所と何千人もの著名人や支持者とともに、アグネスは国際平和デーの祝辞として「愛の宣誓」という題名の平和運動宣言を読み上げた。愛の宣誓キャンペーンの一環として、彼女は250の地方ラジオ局で初公開された「I #AM Generation Of Love」という題名のシングルをリリースし、2015年11月には「Boy Magnet」が続いた。この曲はダンスクラブ・ソングの52位で、アグネスをビルボードチャートに初登場させた。
2016年、アグネスは『The Voice Indonesia』シーズン2のコーチ審査員に参加した。彼女はまた子供を対象にした『The Voice Kids Indonesia』のコーチ審査員にも参加した。
2017年9月22日、アグネスは「Long As I Get Paid」というシングルをリリースした。2017年10月10日、彼女は『X』という題名の国際デビューアルバムをリリースした。2017年11月、アグネスはニューヨークのAOLインタビュー生放送番組『BUILDシリーズ』とMTV『トータル・リクエスト・ライブ』でゲスト出演のスターだった。同じ月に、彼女は2017年の アメリカン・ミュージック・アワードに参加した。彼女は次に、ベトナム開催の2017年Mnetアジアン・ミュージックアワードでベストアジアンアーティスト賞・インドネシアを受賞した。このイベントで、彼女は「Coke Bottle」「Long As I Get Paid」「Damn I Love You」を披露した。 2017年12月13日に、アグネスは「On Purpose」という歌でクリス・ブラウンのアルバム『Heartbreak on a Full Moon』デラックス版に参加すると発表した。
2018年3月、アグネスは『VOGUE』で紹介された。彼女自身は、インドネシアの人気ポップスター、ソングライター、女優、プロデューサー、反薬物および反人身売買の活動家としてその雑誌に説明された。翌月、アグネスは300 Entertainmentレーベルに参入。2018年7月、彼女はクリス・ブラウンをゲスト参加させたシングル「Overdose」をリリースした。
彼女は後にiHeartRadioの『On The Verge Artist』で大きく取り上げられ、2018年10月に同ラジオのYouTubeチャンネルでライブ演奏した。2018年11月11日に「Overdose」は5つのビルボードチャートに入った（具体的にはR＆B / HipHop Airplayで36位、Rhythmic Songsで38位、Hot R＆B Songsで24位、Mainstream R＆B / HipHopで28位、Mixshow Airplayで30位）。2018年11月16日、彼女はビルボード・ベトナムで今週のアーティストに選ばれた。
2019年、アグネスとクリス・ブラウンは別の合作プロジェクトを準備中である。また彼女はジューシー・Jとの新アルバムを制作中である。2019年3月14日、アグネスはロサンゼルスのiHeartRadioミュージックアワード2019 でSocial Star Awardを受賞した。2019年8月、彼女はミーガン・ジー・スタリオンの新しいミュージックビデオ『Hot Girl Summer』に出演した。2019年9月5日、アグネスはフレンチ・モンタナを主役に立てた新しいシングル「Diamonds」で復帰した。
2019年10月22日には『Wanna Be Loved』のミュージックビデオがリリースされた。

## 芸術性
アグネスは、3オクターブと4音半(C＃3-C＃6-Bb6)の声域を持つ力強いソプラノとして知られている。彼女の楽曲はポップに分類される。 アレサ・フランクリン、マドンナ、マイケル・ジャクソン、ファンタジア、ブランディ・ノーウッド、ローリン・ヒル、マライア・キャリー、クリスティーナ・アギレラ、ビヨンセが自分の音楽に影響を与えたと彼女は語っている。歌唱技術に加えて、アグネスは優れたダンサーおよび女優としても知られている。彼女はNezindahoodで知られるダンスグループを個人的に持つインドネシア唯一のソロ演者で、同メンバー達は2003年の彼女のファーストアルバム制作中にオーディションを受けた  。
また彼女は自身の楽曲を幾つか作詞しており、彼女自身のミュージックビデオも制作した。音楽評論家達から彼女は様々な才能を持つ完璧主義者と言われている。
彼女の経歴から、アグネスはインドネシアのお騒がせ者だと見なされることも多い。彼女が10代の頃、頻繁にコメントしていた世界的なマーケットに割って入るという彼女の目標が、自惚れきった宣告だと一部の人達に見なされていた。しかし2010年、彼女は英語アルバムデビューの作業に取り掛かった。 彼女のスローガン「夢、信じること、そしてそれを実現させること(Dream, Believe, and Make it Happen)」は、在ジャカルタ米国大使館が主催した2011年文化会議において若者を鼓舞するフレーズとして使用された。

## 受賞
アグネスはインドネシアで最も受賞の多い歌手になっている。特筆すべき彼女の国内受賞として、Anugerah Musik Indonesia（インドネシアのミュージックアワード）を18回、パナソニック・アワードを8回、ニコロデオン・インドネシアキッズ・チョイス・アワードを5回、MTVインドネシア・アワードを4回受賞している。彼女は国際的な賞も沢山受賞しており、Anugerah Planet Muzik（シンガポール、マレーシア、インドネシアを対象にした音楽賞）を1回、アジア・ソング・フェスティバルを3回、Jポップ・アジア・ミュージック・アワードを7回、Mnetアジアン・ミュージック・アワード2回、ショーティ・アワード1回、ソーシャル・スター・アワード2回、ワールド・ミュージック・アワード1回、iHeartRadioミュージック・アワード1回などがある。
インドネシアの音楽に関する彼女の貢献と支援に対して、アグネスは文化観光大臣、インドネシア歌手、ソングライター、音楽記録プロデューサー協会から2011年のNugraha Bhakti Musik Indonesia(NBMI)を受賞した。

## 私生活
彼女のキャリアの中で、アグネスは自身の私生活や個人的な人間関係を非公開にしており、しばしばデートは自分の優先事項ではないと語っている。彼女はまた、有名人のあらゆる個人的な関係は秘密にしておくべきだとも主張している。

## 音楽アルバム
- Si Meong(1994)
- Yess! (1995)
- Bala-Bala (1998)
- And the Story Goes (2003)
- Whaddup A.. '?! (2005)
- Sacredly Agnezious (2009)
- Agnez Mo (2013)
- X (2017)

## 映像出演

### TV連続ドラマ番組
| 年        | 題名                         | 役名          | 備考 | 放送局       |
| --------- | ---------------------------- | ------------- | --- | ------------ |
| 1999      | Lupus Millenia               | Lulu          | 脇役 | Indosiar     |
| 1999      | Mr. Hologram                 | Putri         | 主役 | Indosiar     |
| 2001-2002 | Pernikahan Dini              | Dini          | 主役 受賞 -2001パナソニックアワードでフェイバリッド連続ドラマ 受賞- 2001パナソニックアワードでフェイバリッド女優 受賞 - 2002パナソニックアワードでフェイバリッド女優 | RCTI         |
| 2002      | Kejarlah Daku Kau Ku Tangkap | Ramona        | 主役 受賞 - 2002SCTVアワードでフェイバリッド女優 推薦候補- 2003SCTVアワードでフェイマス女優                                                                          | SCTV         |
| 2002      | Amanda                       | Amanda        | 主役 | SCTV         |
| 2002      | Ciuman Pertama               | Chelsea       | 主役 | Trans TV     |
| 2002      | Cinta Selembut Awan          | Melati        | 主役 | SCTV         |
| 2003      | Cewekku Jutek                | Zie           | 主役 受賞- 2003パナソニックアワードでフェイバリッド女優 | RCTI         |
| 2004      | Cantik                       | Julie         | 主役 推薦候補- 2004パナソニックアワードでフェイバリッド女優 受賞- 2004SCTVアワードでフェイマス女優 受賞 - 2005SCTVアワードでフェイマス女優                           | SCTV         |
| 2004      | Bunga Perawan                | Novia         | 主役 | RCTI         |
| 2005      | Ku T'lah Jatuh Cinta         | Riby          | 主役 推薦候補- 2005パナソニックアワードでフェイバリッド女優 | Indosiar     |
| 2006      | Pink                         | Pink          | 主役 受賞 - 2006パナソニックアワードでフェイバリッド女優 | Indosiar     |
| 2006      | Romance in the White House   | Po Ni         | 台湾ドラマ(カメオ出演、脇役) | 中華電視公司 |
| 2006      | 白色巨塔                     | Zhang Mei Xin | 台湾ドラマ(カメオ出演、脇役) | 中国電視公司 |
| 2006-2007 | Kawin Muda                   | Sera          | 主役 受賞 - 2007パナソニックアワードでフェイバリッド女優 | RCTI         |
| 2008      | Jelita                       | Jelita        | 主役 | RCTI         |
| 2008      | Kawin Masal                  | Sachiko       | 主役 | RCTI         |
| 2010      | Pejantan Cantik              | Marisa        | 主役 推薦候補- 2011パナソニックアワードでフェイバリッド女優 | Indosiar     |
| 2011      | Marisa                       | Marisa        | 主役 受賞 - 2011バンドン映画祭でThe Commendable Female Main Character                                                                                                | Indosiar     |
| 2012      | Mimo Ketemu Poscha           | Mimo          | 主役 受賞 - 2012バンドン映画祭でThe Commendable Female Main Character 推薦候補- 2013パナソニック・ゴーベル・アワードでフェイバリット女優                             | RCTI         |

### バラエティ番組
| 年        | 題名                                  | 役柄 | 放送局    |
| --------- | ------------------------------------- | --- | --------- |
| 1992      | VAN (Video Anak Anteve)               | 司会 | ANTV      |
| 1997-2000 | Tralala-Trilili                       | 司会 受賞 - 1999パナソニックアワードで子供番組フェイバリット女性プレゼンター 受賞- 2000パナソニックアワードで子供番組フェイバリット女性プレゼンター | RCTI      |
| 2002      | Diva Romeo                            | 司会 | Trans TV  |
| 2005      | MTV Ampuh                             | ゲスト司会 | Global TV |
| 2010      | Indonesian Idol Season 6              | 審査員 | RCTI      |
| 2010      | アメリカン・ミュージック・アワード    | 特別海外ゲスト司会 | ABC       |
| 2012      | Indonesian Idol Season 7              | 司会 | RCTI      |
| 2013      | Nez Academy                           | 司会 | NET.      |
| 2015      | La Academia Junior Indonesia Season 2 | ゲスト審査員 | SCTV      |
| 2016      | The Voice Indonesia Season 2          | 審査員 | RCTI      |
| 2016      | The Voice Kids Indonesia Season 1     | 審査員 | Global TV |
| 2017      | The Voice Kids Indonesia Season 2     | 審査員 - 優勝者のコーチ | Global TV |
| 2018      | The Voice Kids Indonesia Season 3     | 審査員 受賞 - 2018インドネシア・テレビジョン・アワードで Most Popular Judge for Talent Search Program                                               | Global TV |